# École nationale des postes et télécommunications et des technologies de l'information et de la communication
L'École Nationale des Postes et Télécommunications et des Technologies de l’Information et de la Communication (SUP’PTIC) est un établissement d'enseignement supérieur créé le 03 Octobre 1969 par le gouvernement du Cameroun.

## Historique
À sa création l'École Nationale des Postes et Télécommunications et des Technologies de l’Information et de la Communication est dénommée Ecole Fédérale des Postes et Télécommunications en 1969 et est sous la tutelle du Ministère des Postes et Télécommunications du Cameroun. Le 14 octobre 1982, le nom de l'institution est changé. L'école est désormais connue sous le nom École Nationale des Postes et Télécommunications (ENSPT). En 1992 l'ENSPT est réorganisée suivant le décret No 92/050 du 24 mars 1992 du gouvernement camerounais,,.
En 2012, l'école adopte le système Licence-Master-Doctorat (LMD) et passe également sous la tutelle académique du Ministère de l'Enseignement Supérieur (MINESUP).
En 2016 par le décret présidentiel N°2016/425 du 26 octobre 2016 associé à l'influence d'un contexte marqué par le développement des nouvelles technologies de l’information, de la communication et de l’économie numérique dans le monde en général et au Cameroun en particulier, change de nouveau le nom de l'école. L'ENSPT devient SUP’PTIC, l'appellation actuelle,.

## Missions
Le SUP’PTIC est chargé de:
- Former des agents et des cadres appelés à travailler dans le domaine des Postes, des Télécommunications et des TIC.
- Former des personnes en reconversion dans le domaine des postes et télécommunication.
- Effectuer la recherche appliquée dans le domaine des postes, des télécommunications et des TIC.

## Formations
Le SUP’PTIC offre trois principales formations dans le cycle d'ingénieur:
- Agents Techniques et Techniciens des télécommunications
- Ingénieur des travaux de télécommunications
- Ingénieur des télécommunications